# 林道滝雄・厚和線
林道滝雄・厚和線（りんどうたきおこうわせん）は、北海道滝上町、遠軽町、北見市にまたがる林道。

## 概要
1979年、当時の森林開発公団（後に緑資源公団となり解散）により、大規模林道（後に緑資源幹線林道）として建設に着手。地元からは沿線の林業のほか農業、観光など地域振興からも期待がかけられていたが、材木価格の低迷により林業が衰退したこと、沿線の過疎化に拍車がかかったこと（減少傾向については各市町の人口の項を参照のこと）、国道273号などの路網が完成を見て存在価値が低下。2008年に緑資源公団の解散により制度が消滅した以降は、北海道が補助事業として継続するか否かを検討していたが、2009年11月、翌年度の建設費を計上しないことが示され事実上の建設中止が決定した。

## 路線
- 滝上・白滝区間（約23km）:未完成
- 白滝・丸瀬布区間（約22km）:未完成
- 丸瀬布・留辺蘂区間（約21km）:完成